# Halldór Ásgrímsson
Halldór Ásgrímsson (wym. [ˈhatltour ˈauːskrimˌsɔn]; ur. 8 września 1947 w Vopnafjörður, zm. 18 maja 2015 w Reykjavíku) – islandzki polityk, przewodniczący Partii Postępu do 1994 do 2006, wieloletni parlamentarzysta, minister w różnych resortach, premier Islandii w latach 2004–2006.

## Życiorys
Syn Ásgrímura Halldórssona (1925–1996) i Guðrún Ingólfsdóttir (1920–2004). Ukończył w 1973 studia handlowe, kształcąc się na uniwersytetach w Bergen i Kopenhadze. Od 1965 zatrudniony w przedsiębiorstwie księgowym. W latach 1973–1983 pracował w branży podatkowej i audytorskiej. Od 1981 był jednocześnie przewodniczącym rady zarządzającej gazety „Tíminn”. Od 1976 do 1983 wchodził w skład rady banku centralnego, od 1980 jako jej przewodniczący. Wykładał także na Uniwersytecie Islandzkim (1973–1975).
Brał czynny udział w polityce krajowej od połowy lat 70. w ramach Partii Postępu. W latach 1974–1978 i 1979–2006 sprawował mandat deputowanego do Althingu. Od 1980 pełnił funkcję wiceprzewodniczącego, a w latach 1994–2006 przewodniczącego Partii Postępu. Przez lata był członkiem wielu gabinetów rządowych, w których otrzymywał różne ministerialne teki: rybołówstwa (1983–1991), sprawiedliwości i spraw kościelnych (1988–1989), współpracy nordyckiej (1985–1987, 1995–1999) oraz spraw zagranicznych (1995–2004).
15 września 2004 w trakcie kadencji zastąpił na stanowisku premiera Davíða Oddssona z Partii Niepodległości. Urzędował w ramach dotychczasowej koalicji do 15 czerwca 2006. Ustąpił po słabym wyniku swojej partii w wyborach lokalnych, rezygnując też z funkcji przewodniczącego ugrupowania.
Od 2007 do 2013 był sekretarzem generalnym Nordyckiej Rady Ministrów.
Zmarł 18 maja 2015 w szpitalu w Reykjavíku, do którego trafił 15 maja po zawale serca. Uroczystości pogrzebowe odbyły się 28 maja 2015 w Hallgrímskirkja w stolicy Islandii.
16 września 1967 poślubił Sigurjónę Sigurðardóttir, z którą miał córki Helgę, Guðrún Lind i Íris Huld.

## Odznaczenia
- Kawaler Krzyża Wielkiego Orderu Sokoła – 2005, Islandia[8]
- Komandor z Gwiazdą Orderu Sokoła – 2000, Islandia[9]
- Kawaler Orderu Sokoła – 1991, Islandia[10]
- Krzyż Wielki Orderu Zasługi – 1997, Norwegia
- Krzyż Komandorski Orderu Zasługi – 2012, Polska[11]